# Euminucia conflua
Euminucia conflua là một loài bướm đêm trong họ Noctuidae.